# Vermillion (Minnesota)
Vermillion és una població dels Estats Units a l'estat de Minnesota. Segons el cens del 2000 tenia 437 habitants.

## Demografia
Segons el cens del 2000, Vermillion tenia 437 habitants, 160 habitatges, i 118 famílies. La densitat de població era de 168,7 habitants per km².
Dels 160 habitatges en un 38,8% hi vivien nens de menys de 18 anys, en un 68,1% hi vivien parelles casades, en un 4,4% dones solteres, i en un 26,3% no eren unitats familiars. En el 20,6% dels habitatges hi vivien persones soles el 9,4% de les quals corresponia a persones de 65 anys o més que vivien soles. El nombre mitjà de persones vivint en cada habitatge era de 2,73 i el nombre mitjà de persones que vivien en cada família era de 3,19.
Per edats la població es repartia de la següent manera: un 25,4% tenia menys de 18 anys, un 9,6% entre 18 i 24, un 31,6% entre 25 i 44, un 21,3% de 45 a 60 i un 12,1% 65 anys o més.
L'edat mediana era de 36 anys. Per cada 100 dones de 18 o més anys hi havia 98,8 homes.
La renda mediana per habitatge era de 61.667 $ i la renda mediana per família de 68.036 $. Els homes tenien una renda mediana de 40.521 $ mentre que les dones 30.417 $. La renda per capita de la població era de 22.552 $. Cap de les famílies i el 0,9% de la població estaven per davall del llindar de pobresa.

## Poblacions més properes
El següent diagrama mostra les poblacions més properes.